# Нерета (приток Западной Двины)
Не́рета (латыш. Nereta, Narača; Нарата, латг. Narata; в верхнем течении — Не́ретиня, латыш. Neretiņa) — река в Латвии. Течёт по территории Крустпилсского и Ливанского краёв. Правый приток нижнего течения Даугавы.
Длина реки составляет 46 км (по другим данным — 51 км). Площадь водосборного бассейна равняется 561 км² (по другим данным — 598 км²). Объём годового стока — 0,13 км³. Уклон — 0,9 м/км, падение — 41 м.
Начинается в лесной местности от сети мелиоративных канав между болотами Тейчу и Лиелайс. Течёт по Ерсикской равнине Восточно-Латвийской низменности, достигая возле устья Приморской низменности.